# Liste der Stolpersteine in Brand-Erbisdorf
Die Liste der Stolpersteine in Brand-Erbisdorf enthält die Stolpersteine, die in der sächsischen Stadt Brand-Erbisdorf  verlegt worden sind. Stolpersteine erinnern an das Schicksal der Menschen, die von den Nationalsozialisten ermordet, deportiert, vertrieben oder in den Suizid getrieben wurden. Die Stolpersteine wurden von Gunter Demnig konzipiert und verlegt. Sie liegen im Regelfall vor dem letzten selbstgewählten Wohnsitz des Opfers.

## Verlegte Stolpersteine
In Brand-Erbisdorf  wurde bisher ein Stolperstein verlegt, ein weiterer befindet sich im Rathaus zur Nachverlegung.
| Stolperstein | Inschrift | Verlegort              | Name, Leben |
| ------------ | --- | ---------------------- | --- |
|              | | unverlegt              | Emma Franke wurde 1875 geboren. Sie war ein Opfer der Aktion T4. |
|              | HIER WOHNTE LINA HEINRICH GEB. LOHSE JG. 1871 EINGEWIESEN VERPFLEGEHEIM HILBERSDORF 'VERLEGT' 27.2.1941 PIRNA-SONNENSTEIN ERMORDET 27.2.1941 'AKTION T4' | Kohlenstraße 23 (Lage) | Lina Heinrich, geborene Lohse, wurde 1871 geboren. Wegen „Altersschwachsinns“ wurde sie in das Verpflegeheim Hilbersdorf eingewiesen. Am 27. Februar 1941 wurde sie in die Tötungsanstalt Pirna-Sonnenstein überstellt. Lina Heinrich wurde noch am selben Tag ermordet. Sie war ein Opfer der Aktion T4. |

## Verlegung
Die Verlegung erfolgte am 24. August 2021 durch den Künstler Gunter Demnig persönlich. Da noch unbekannt ist, wo Emma Franke wohnte, wurde der Stolperstein für sie dem Oberbürgermeister übergeben.